# Sahyadriophis
Sahyadriophis – rodzaj węży z podrodziny zaskrońcowatych (Natricinae) w obrębie rodziny połozowatych (Colubridae).

## Rozmieszczenie geograficzne
Rodzaj obejmuje gatunki występujące endemicznie w Indiach. 

## Systematyka
Rodzaj zdefiniował w 2023 roku indyjsko-brytyjski zespół biologów (Indyjczycy Harshil Patel, Tejas Thackeray i Zeeshan Ayaz Mirza oraz Brytyjczyk Patrick D. Campbell) w artykule zatytułowanym Systematyczna ocena Hebius beddomei (Günther, 1864) (Serpentes: Colubridae: Natricinae) z opisem nowego rodzaju i nowego gatunku pokrewnego z Ghatów Zachodnich w Indiach, opublikowanym w czasopiśmie „Taxonomy”. Gatunkiem typowym jest (oryginalne oznaczenie) S. uttaraghati.

### Etymologia
Sahyadriophis: sanskryt Sahyadri ‘Ghaty Zachodnie’; gr. οφις ophis, οφεως opheōs ‘wąż’.

### Podział systematyczny
Do rodzaju należą następujące gatunki: 
- Sahyadriophis beddomei (Günther, 1864)
- Sahyadriophis uttaraghati Patel, Thackeray, Campbell & Mirza, 2023